# 多利尼亞內 (利維夫州)
49°46′3″N 23°34′19″E / 49.76750°N 23.57194°E
多利尼亞内（羅馬化：Dolyniany）是烏克蘭西部利沃夫州利維夫區霍罗多克市镇的村落。始建於1443年，面積2.18平方公里，海拔高度244米，2024年人口550，人口密度每平方公里307.34人。